# Antonín Bajaja
Antonín Bajaja (ur. 30 maja 1942 w Zlinie, zm. 16 grudnia 2022) – czeski pisarz.

## Życiorys
Urodził się w rodzinie lekarza. Po ukończeniu studiów na uczelni Vysoká škola zemědělská w Brnie i służbie wojskowej (1964–1965) pracował w latach 1965–1973 jako zootechnik w Rolniczej Spółdzielni Produkcyjnej w Želechovicach nad Dřevnicí, a później był kierownikiem rejonowego laboratorium rolniczego w Zlínie. W 1991 roku został redaktorem brneńskiego oddziału radia czechosłowackiego, w 1992 pracował w dzienniku „Prostor”, a później w czasopiśmie „Týden”. Był też jednocześnie redaktorem Radia Wolna Europa. Od roku 1996 prowadził seminarium twórczego pisania na Uniwersytecie Palackiego w Ołomuńcu, do 2004 wykładał także na Uniwersytecie Tomáša Bati w Zlinie. Był współzałożycielem czasopisma kulturalno-społecznego Kraju zlińskiego pn. Zvuk, a także chóru Wlastenci przy Czeskim Centrum PEN Clubu.
W 2004 wyróżniony nagrodą Magnesia Litera w kategorii proza za powieść Zvlčení. W 2010 otrzymał Nagrodę Państwową za powieść Na krásné modré Dřevnici.

## Twórczość
- Mluviti stříbro, 1982
- Duely, 1988
- Pastorální: Texty na betlémskou notu, 1994
- Na šéne blaue Dřevnici. Taneční promenáda, 1996
- Zvlčení, 2003
- Na krásné modré Dřevnici, 2009; polski przekład Nad piękną, modrą Dřevnicą, 2017
- Zpytování, 2011

Źródło.